# Sphenophryne cornuta
Sphenophryne cornuta is een kikker uit de familie smalbekkikkers (Microhylidae). De soort werd voor het eerst wetenschappelijk beschreven door Wilhelm Peters en Giacomo Doria in 1878. Later werd de wetenschappelijke naam Chaperina ceratophthalmus gebruikt. Het is de enige soort uit het geslacht Sphenophryne.

## Verspreidingsgebied en habitat
De kikker is endemisch in Indonesië en Papoea-Nieuw-Guinea. De habitat bestaat uit regenwouden maar ook in gecultiveerde habitats als tuinen en aangetaste bossen wordt de soort gevonden. De kikker komt voor op hoogtes tot 1500 meter boven zeeniveau, al zijn er oude meldingen tot 2600 meter boven zeeniveau.

## Levenswijze
Sphenophryne cornuta is bodembewonend, de poten echter zijn goed aangepast om te klimmen. Het is een zeer algemene soort waarvan het aantal wordt geschat in de miljoenen. Er zijn geen bedreigingen bekend.